# 綿貫健輔
綿貫 健輔 （わたぬき けんすけ、1946年6月13日 - ）は、日本の政治家。元釧路市長（2期）。

## 経歴
北海道釧路市出身。1969年早稲田大学法学部卒。同年帰郷し、(株)綿貫商店に入り、後に代表取締役となる。1977年釧路市議に初当選し、2期務める。1983年自民党北海道議になり、4期務める。1996年釧路市長鰐淵俊之の衆院選立候補による、釧路市長選挙に立候補し、当選する。2000年に再選する。2002年、釧路市に隣接する釧路町の町長選において、釧路市の助役などが釧路市との合併を公約にした候補を支援したとして公職選挙法違反で逮捕された。綿貫も「トップとしての責任」という理由で11月に市議会議長に辞表を提出したが、その直後に逮捕された。翌2003年3月、釧路地裁で禁固1年執行猶予5年の判決を受けた。　